# Pierre Souyri
Pierre Souyri, nascut el 1925 i mort el 14 de juliol de 1979, va ser un membre de la resistència francesa dins el moviment Francs-tireurs et partisans i militant del Partit Comunista Francès de 1942 a 1944. Després de la guerra, formà part breument del Partit Comunista Internacionalista (trotskista), i després del Rassemblement Démocratique Révolutionnaire, el 1948. Des de 1952 va participar en la revista "Socialisme ou barbarie", on es va especialitzar en l'estudi de la Xina, signant els seus articles sota el pseudònim de Pierre Brune.

## Biografia
Va abandonar el PCF a finals d'agost de 1944, colpit per l'estalinisme i la seva falsificació de la veritat i la destrucció de la llibertat a la Unió Soviètica
Després de la guerra va formar part breument del Partit Comunista Internacionalista (trotskista), després de l'efímer pas pel "Rassemblement démocratique révolutionnaire", el 19483.
Va ser nomenat professor a Algèria el setembre de 1949, allà hi va conèixer Jean-François Lyotard i es va convertir en el seu amic.
A partir de 1952, va participar en la revista "Socialisme ou barbàrie", on es va especialitzar en l'estudi de la Xina. Signava els seus articles sota el nom de "Pierre Brune".
El 1963, mentre "Socialisme o la barbàrie" s'allunyava del marxisme, va prendre part en l'escissió que va conduir a la creació de l'organització Pouvoir Ouvrier, que al seu torn desaparegué el 1969.
A més de les seves nombroses obres sobre Xina, inclòs el llibre pòstum "Saludat per un silenci espès", continuà el seu anàlisi de "la dinàmica del capitalisme al segle XX", deixant un llibre enllestit pòstum sobre aquest tema
Va escriure molts d'articles i ressenyes en els anys setanta a la revista Annales (Economie, Sociétés, Civilisations).
El periodista nord-americà Adam Schatz el descrigué com un "antiestalinista marxista".
El seu fill, Pierre François Souyri, és un reconegut especialista sobre el Japó.

## Obres

### Llibres
- Le marxisme après Marx, Paris, Flammarion, col. « Question d'Histoire », 1970, 121 pàgines
- Révolution et contre-révolution en Chine : des origines à 1949, C. Bourgois, 1982, ISBN 2267003139 i ISBN 9782267003130, 444 pàgines
- La dynamique du capitalisme au s. XXe, Paris, Payot, 1983, 270 pàgines

### Articles
- (sota el pseudònim Pierre Brune) "La classe ouvrière chinoise face à l'exploitation bureaucratique", extrait de "La lutte des classes en Chine bureaucratique", a Socialisme ou barbarie, N° 24, maig-juny de 1958, p. 35-103
- (sota el pseudònim Pierre Brune) "La Chine à l'heure de la perfection totalitaire" a Socialisme ou barbarie, No 29, 1959/60, p. 59-90